# Lophomachia monbeigaria
Lophomachia monbeigaria är en fjärilsart som beskrevs av Charles Oberthür 1916. Lophomachia monbeigaria ingår i släktet Lophomachia och familjen mätare. Inga underarter finns listade i Catalogue of Life.